# Francisco Hernández de Chaves
Francisco Hernández de Chaves fue gobernador y capitán general interino en Venezuela entre 1569 y 1570.

## Biografía
El gobernador Francisco Hernández de Chaves había nacido en Trujillo (Cáceres) y residía en Santo Domingo (República Dominicana) donde estaba casado con una hija del oidor de la Real Audiencia, licenciado don Alonso Grajeda. Parece ser que esta circunstancia familiar favoreció a Hernández de Chaves para que accediera al cargo de gobernador y capitán general interino en Venezuela, según provisión del 28 de agosto de 1569 por fallecimiento del gobernador titular don Pedro Ponce de León.
Por aquellas fechas, se encontraba en Santo Domingo Diego de Losada, el refundador de Caracas, para solicitar el cargo de gobernador, ya que los 37 años que llevaba en Venezuela, la experiencia militar y sus méritos eran más que sobrados para aspirar a tal nombramiento. Pero Losada carecía de padrinos poderosos y tuvo que volverse a Caracas con la aspiración frustrada y las manos vacías. 
Se desconocen otros pormenores de la vida de Francisco Hernández de Chaves, pero de todas formas, y aunque fue corta su estancia en territorio venezolano, y su experiencia como gobernante no estaba acreditada, por lo menos le puso empeño a su cometido, y desde que desembarcó en tierras venezolanas procuró cumplir con su deber lo mejor que pudo. El 20 de diciembre de 1569 en la ciudad de Nueva Segovia (la actual Barquisimeto), tomaba posesión de su cargo y organizaba una visita protocolar a las ciudades de la provincia para remediar los asuntos que requerían atención.

## Defensa del territorio
Una de sus primeras visitas la realizó a la recién fundada Caracas, que preferentemente requería atención en todos los órdenes, ya que la nueva ciudad no contaba con infraestructura defensiva, estaba rodeada de tribus belicosas y la guarnición de defensa era escasa, hasta que unos días antes de la llegada del gobernador interino, la dotación defensiva se vio reforzada por la llegada de 40 soldados de la hueste de don Pedro Maraver de Silva que habían desertado de sus filas por el agriado carácter de don Pedro. En aquella tropa también llegaba el sobrino de don Pedro, el capitán Garci González de Silva.
En la visita a Caracas, Hernández de Chaves nombra teniente de gobernador a Bartolomé García y le encarga la pacificación de la tribu de los “tarmas”, pero después de varios intentos, y empleando diversos métodos, Bartolomé no consigue convencer ni dominar a los belicosos “tarmas”. Posteriormente lo intentaban otros dos capitanes pero tampoco consiguieron resultados satisfactorios. Los “tarmas” se habían vuelto una amenaza y Hernández de Chaves probaba suerte con Garci González de Silva, que al primer intento conseguía pacificar y someter a los revoltosos.

## Otros intentos
Las fracasadas expediciones colonizadoras de Diego Hernández de Serpa y de Pedro Maraver habían llenado de gente desocupada el territorio de la provincia de Venezuela y el gobernador interino Hernández de Chaves buscó acomodo para aquellos valiosos soldados, que no teniendo nada que hacer vagaban de ciudad en ciudad buscando el sustento diario. En este caso, el gobernador encargaba al capitán Juan de Salamanca la repoblación de la ciudad de Carora, donde muchos de estos soldados, que venían acompañados de sus familias, encontrarían su porvenir como pobladores de aquella nueva ciudad.
Por otro lado, el capitán Alonso Pacheco ya había intentado poblar ciertas zonas de la comarca donde hoy se asienta Maracaibo, pero la agresividad de las tribus de las comarca y las numerosos obstáculos que representaba conseguir comida para la tropa, embarazaban el éxito poblador. Ante aquellas dificultades y contratiempos, Hernández de Chaves también organizó una expedición para auxiliar a Pacheco, pero por la llegada del nuevo gobernador titular, don Diego de Mazariegos, no pudo terminar este proyecto.